# Grabovica (Kotor-Varoš)
Grabovica (szerbül: Грабовица), falu Bosznia-Hercegovinában, a Bosanska Krajina keleti részén, Kotor-Varoš községben, a Szerb Köztársaságban. 

## Fekvése
A település Bosznia-Hercegovina északi részén, Banja Lukától légvonalban 39, közúton 56 km-re délkeletre, községközpontjától légvonalban 17, közúton 24 km-re délkeletre, a Vrbanja bal partján, a Grabovička-folyó torkolatánál és a patak mentén, a tőle nyugatra fekvő Ježica-hegység területén, 420-1158 méteres tengerszint feletti magasságban fekszik. A település újabb része az R-440-es regionális Kotor-Varoš – Šiprage – Kruševo Brdo út mentén található, míg a régi településrész néhány kilométerre nyugatra, a Grabovička-folyó mentén fekszik.

## Népessége
| Nemzetiségi csoport | Népesség 1991 | Népesség 2013 |
| ------------------- | ------------- | ------------- |
| Szerb               | 870           | 352           |
| Bosnyák             | 0             | 0             |
| Horvát              | 0             | 0             |
| Jugoszláv           | 1             | 0             |
| Egyéb               | 16            | 1             |
| Összesen            | 887           | 353           |

## Története
A szerb lakosságú település 1878-ig tartozott az Oszmán Birodalomhoz, ekkor a berlini kongresszus határozata alapján az Osztrák-Magyar Monarchia része lett. 1879-ben az első osztrák-magyar népszámlálás során a jajcai járáshoz tartozó településnek 22 háztartása és 237 ortodox lakosa volt. Grabovica községhez Golo Brdo, Hodžino Brdo, Meljevac és Podastinje falvak is hozzá tartoztak. A községnek összesen 70 háztartása és 819 ortodox lakosa volt. 1910-ben a Kotor Varoš-i járáshoz tartozó Grabovica községben, melyhez Golo Brdo, Podgorje és Podstijenje falvak tartoztak, 79 háztartást és 770 ortodox lakost találtak. A monarchia szétesésével 1918-ban előbb a Szerb-Horvát-Szlovén Királyság, majd 1929-től a Jugoszláv Királyság része lett. 1921-ben a községnbek 692 lakosa volt, egy katolikus kivételével mind ortodox szerbek. Az 1929-es törvény értelmében, amikor Bosznia-Hercegovinát négy banovinára, Drinskára, Vrbaskára, Zetskára és Primorskára osztották, a település a Vrbaska banovina része lett, amelynek székhelye Banja Luka volt. 
Jugoszlávia megszállása után a Független Horvát Állam (NDH) része lett. 1992-ben a környező területet és a Vrbanja völgyében található összes többi bosnyák és horvát települést Kruševo Brdótól Banja Lukáig elpusztították, a helyi lakosságot pedig megölték vagy száműzték.

1992 novemberében mintegy 200 bosnyák civilt, akiket Večićiből és a környező falvakból ejtettek fogságba, a grabovicai általános iskolában kialakított fogolytáborba hurcolták. A maradványaikat a máig nem találták meg. A boszniai háborút lezáró daytoni békeszerződést követő területfelosztásnál Kotor-Varoš község részeként a Szerb Köztársaság területéhez került.

## Nevezetességei
- A Legszentebb Istenanya Születése (Kisboldogasszony) tiszteletére szentelt ortodox temploma.

## Fordítás
- Ez a szócikk részben vagy egészben  a   Grabovica (Kotor-Varoš) című bosnyák Wikipédia-szócikk ezen változatának fordításán alapul.  Az eredeti cikk szerkesztőit annak laptörténete sorolja fel. Ez a jelzés csupán a megfogalmazás eredetét és a szerzői jogokat jelzi, nem szolgál a cikkben szereplő információk forrásmegjelöléseként.